# Willie Snead
(en) Statistiques sur pro-football-reference
Willie Snead IV, né le 17 octobre 1992 à Winter Park en Floride, est un sportif professionnel américain de football américain.
Ce wide receiver joue pour les Raiders de Las Vegas en National Football League (NFL) depuis 2021. Il a également joué pour les Saints de La Nouvelle-Orléans (2014-2017) et les Ravens de Baltimore (2018-2020).

## Biographie

### Carrière universitaire
Étudiant à l'Université d'État de Ball, Snead a joué dans la NCAA Division I FBS pour l'équipe des Cardinals de 2011 à 2013. 
Durant la saison 2012, il mène la Mid-American Conference (MAC) au nombre de réceptions (89) et au nombre de yards gagnés en réceptions (1 148). L'année suivante, en plus d'avoir inscrit 15 touchdowns en réceptions, il mène une nouvelle fois la conférence au niveau de ces statistiques, avec 106 réceptions pour 1 516 yards, le troisième meilleur total dans toute la NCAA.

### Carrière professionnelle
Snead se déclare éligible à la draft 2014 de la NFL, renonçant à jouer une quatrième saison universitaire, mais aucune équipe ne le sélectionne durant la draft. 

#### Browns de Cleveland
Il signe peu après aux Browns de Clevelandun contrat de trois ans pour un montant de 1,54 million de dollars incluant une prime à la signature de 5 000 dollars,. Après avoir participé aux matchs de préparation, n'est pas retenu dans l'effectif final et est libéré avant le début de la saison 2014.

#### Panthers de la Caroline
Fin septembre 2014, il signe avec les Panthers de la Caroline au sein de leur équipe d'entraînement, mais est libéré début novembre.

#### Saints de La Nouvelle-Orléans
Au dernier mois de la saison régulière 2014, il rejoint l'équipe d'entraînement des Saints de La Nouvelle-Orléans.
Après avoir pris part au camp d'entraînement des Saints en vue de la saison 2015, il est retenu dans l'équipe principale des Saints. Il se démarque à sa première saison jouée dans la NFL en attrapant 984 yards en 69 réceptions. Le 20 septembre 2015, lors de la défaite 19 à 26 contre Tampa Bay, il inscrit son premier touchdown professionnel à la suite d'une réception d'une passe de 16 yards du quarterback Drew Brees au cours du quatrième quart temps. Il termine la saison, deuxième de son équipe au nombre de yards gagnés en réceptions derrière Brandin Cooks (1 138 yads) et 28e des joueurs de la ligue,.
Pour débuter la saison 2016, l'entraîneur principal Sean Payton désigne Snead en tant que troisième receveur derrière Brandin Cooks et le rookie Michael Thomas. Lors du quatrième quart temps du match gagné 49 à 21 en 12e semaine contre les Rams, Snead réussit une passe vers le running back Tim Hightower lequel inscrit un touchdown de 50 yards. Snead termine 2016 avec 72 réceptions pour un gain de 895 yards et 4 touchdowns en 15 matchs joués dont quatre en tant que titulaire.
Snead antame la saison 2017 en tant que deuxième receveur légèrement préféré à Ted Ginn Jr..
Le 1er septembre 2017, Snead est suspendu trois matchs à la suite d'un incident au cours duquel il a été arrêté pour conduite en état d'ivresse, pour ne pas avoir maintenu le contrôle de son véhicule après avoir percuté une voiture en stationnement et pour avoir échoué au test d'alcoolémie. Initialement suspendu pour quatre matchs, sa suspension avait été réduite à trois en appel. À son retour de suspension, Snead est désigné quatrième receveur de l'équipe derrière Michael Thomas, Ted Ginn Jr. et Brandon Coleman (en). Il perd également sa position de premier slot receiver au profit de Brandon Coleman. Snead termine la saison 2017 avec seulement huit réceptions pour 92 yards sans inscrire un touchdown lors des 11 matchs disputés dont sept en tant que titulaire.

#### Ravens de Baltimore
Devenu agent libre restreint après trois saisons avec les Saints, les Ravens de Baltimore effectuent une offer sheet le 20 avril 2018 à Snead pour un contrat de deux ans et un montant de 10,4 millions de dollars. Le 23 avril, ls Saints n'égalent pas l'offre et Snead devient joueur des Ravens.
Snead intègre un noyau de receveurs remanié incluant les agents libres Michael Crabtree et John Brown. L'entraîneur principal John Harbaugh le désigne 3e wide receiver de l'équipe derrière ces deux joueurs et premier au poste de slot receiver. Il termine la saison avec 62 réceptions pour un gain de 651 yards et un touchdown. IL est le meilleur de son équipe au nombrte de réceptions réussies et termine deuxième au nombre de yards gagnés derrière son John Brown
.
Le 28 octobre 2019, Snead signed une extension de contrat d'un an pour un montant de 6 millions de dollars. Lors de la victoire 45 à 6 contre les Rams en 12e semaine, il effectue deux réceptions pour 14 yards en inscrivant deux touchdowns. Il termine la saison avec 31 réceptions, 339 yards et cinq touchdowns.
En première semaine de la saison 2020 contre les Browns (victoire 38-6), Snead réussit quatre réceptions pour 64 yards et un touchdown. Contre les Steelers en 8e semaine, il effectue cinq réceptions et avec un total de 106 yards en réceptions, dépasse les 100 yards sur un match pour la première depuis la saison 2016.
Snead est placé sur la réserve des joueurs touchés par la Covid-19 le 30 novembre 2020
 et est réactivé le 10 décembre. Il termine sa saison avec 33 réceptions pour 432 yards et trois touchdowns.

#### Raiders de Las Vegas
Le 26 mars 2021, Snead signe un contrat d'un an pour un montant de 1,1 million de dollars avec les Raiders de Las Vegas mais est libéré le 26 octobre 2021.

#### Panthers de la Caroline
Le 27 octobre 2021, Snead signe avec la franchise des Panthers et in intègre leur équipe d'entraînement. Il participera à neuf matchs au cours de la saison 2021. Arrivé au terme de son contrat le 9 janvier 2022, il n'est pas conservé.

#### 49ers de San Francisco
Le 6 août 2022, Snead s'engage avec la franchise des 49ers de San Francisco. Libéré le 30 août, il est engagé dans leur équipe d'entraînement le lendemain,.Libéré le 7 septembre, il est réegagé le 14 septembre. Il rejoint l'effectif principal pour un seul jour le 3 octobre,. Il fait de même le 29 octobre pour deux jours,,.
Il signe une prolongation de contrat le 1er mai 2023. Libéré le 29 août, il signe pour l'équipe d'entraînement le lendemain. Il n'ointègre l'effectif principal qu'un seul jour  soit le 25 décembre 2023,,. Son contrat n'est pas renouvelé lors de son expiration le 11 février 2024.

#### Dolphins de Miami
Le 31 juillet 2024, Snead signe avec la franchise des Dolphins de Miami. Placé le 19 août sur la liste des réservicte blessé, il est libéré quelques jours après.

## Statistiques
| Année       | Équipe                  | Statut      | MJ |     | Courses | Courses | Courses | Courses |       | Passes réceptionnées | Passes réceptionnées | Passes réceptionnées | Passes réceptionnées |
| Année       | Équipe                  | Statut      | MJ | Nb. | Yards   | Moy.    | TD      | Nb.     | Yards | Moy.                 | TD                   |                      |                      |
| 2011        | Cardinals de Ball State | Fr.         | 11 | 028 | 0 327   | 11,7    | 02      | -       | -     | -                    | -                    |                      |                      |
| 2012        | Cardinals de Ball State | So.         | 13 | 089 | 1 148   | 12,9    | 09      | -       | -     | -                    | -                    |                      |                      |
| 2013        | Cardinals de Ball State | Jr.         | 13 | 106 | 1 516   | 14,3    | 15      | -       | -     | -                    | -                    |                      |                      |
| Totaux NCAA | Totaux NCAA             | Totaux NCAA | 37 | 223 | 2 991   | 13,4    | 26      | -       | -     | -                    | -                    |                      |                      |

| Année  | Équipe                        | MJ   |     | Passes réceptionnées | Passes réceptionnées | Passes réceptionnées | Passes réceptionnées |       | Courses | Courses | Courses | Courses |  | Fumbles | Fumbles |
| Année  | Équipe                        | MJ   | Nb. | Yards                | Moy.                 | TD                   | Nb.                  | Yards | Moy.    | TD      | Nb.     | Perdus  |  |         |         |
| 2015   | Saints de La Nouvelle-Orléans | 15   | 69  | 984                  | 14,3                 | 3                    | -                    | -     | -       | -       | 2       | 1       |  |         |         |
| 2016   | Saints de La Nouvelle-Orléans | 15   | 72  | 895                  | 12,4                 | 4                    | -                    | -     | -       | -       | 2       | 0       |  |         |         |
| 2017   | Saints de La Nouvelle-Orléans | 11   | 08  | 092                  | 11,5                 | 0                    | -                    | -     | -       | -       | 1       | 1       |  |         |         |
| 2018   | Ravens de Baltimore           | 16   | 62  | 651                  | 10,5                 | 1                    | 1                    | 13    | 13,0    | 0       | 0       | 0       |  |         |         |
| 2019   | Ravens de Baltimore           | 16   | 31  | 339                  | 10,9                 | 5                    | 2                    | 02    | 01,0    | 0       | 0       | 0       |  |         |         |
| 2020   | Ravens de Baltimore           | 13   | 33  | 432                  | 13,1                 | 3                    | -                    | -     | -       | -       | 1       | 0       |  |         |         |
| 2021   | Raiders de Las Vegas          | 05   | 03  | 033                  | 11,0                 | 0                    | -                    | -     | -       | -       | 0       | 0       |  |         |         |
| 2021   | Panthers de la Caroline       | 02   | 01  | 06                   | 06,0                 | 0                    | -                    | -     | -       | -       | 0       | 0       |  |         |         |
| 2022   | 49ers de San Francisco        | 04   | 0   | 0                    | 00,0                 | 0                    | -                    | -     | -       | -       | 0       | 0       |  |         |         |
| 2023   | 49ers de San Francisco        | 04   | 02  | 014                  | 07,0                 | 0                    | -                    | -     | -       | -       | 0       | 0       |  |         |         |
| Totaux | Totaux                        | 1011 | 281 | 3 445                | 12,3                 | 16                   | 3                    | 15    | 05,0    | 0       | 6       | 2       |  |         |         |

| Année  | Équipe              | MJ |     | Passes réceptionnées | Passes réceptionnées | Passes réceptionnées | Passes réceptionnées |       | Courses | Courses | Courses | Courses |  | Fumbles | Fumbles |
| Année  | Équipe              | MJ | Nb. | Yards                | Moy.                 | TD                   | Nb.                  | Yards | Moy.    | TD      | Nb.     | Perdus  |  |         |         |
| 2018   | Ravens de Baltimore | 1  | 03  | 050                  | 16,7                 | 0                    | -                    | -     | -       | -       | 0       | 0       |  |         |         |
| 2019   | Ravens de Baltimore | 1  | 06  | 056                  | 09,3                 | 0                    | -                    | -     | -       | -       | 0       | 0       |  |         |         |
| 2020   | Ravens de Baltimore | 2  | 07  | 034                  | 04,9                 | 0                    | -                    | -     | -       | -       | 0       | 0       |  |         |         |
| Totaux | Totaux              | 4  | 16  | 140                  | 08,8                 | 0                    | -                    | -     | -       | -       | 0       | 0       |  |         |         |

## Vie privée
Son père, Willie Snead III a joué au poste de wide receiver pour les Cavaliers de la Virginie et les Gators de la Floride en NCAA Division I FBS. Il a ensuite été sélectionné en 321e choix global lors du 12e tour de la draft 1989 de la NFL
.